# Elmo (Utah)
Elmo es una localidad del condado de Emery, estado de Utah, Estados Unidos. Según el censo de 2000 la población era de 368 habitantes.

## Geografía
Elmo se encuentra en las coordenadas 39°23′26″N 110°48′58″O / 39.39056, -110.81611.
Según la oficina del censo de Estados Unidos, la población tiene una superficie total de 1,6 km². No tiene superficie cubierta de agua.

## Demografía
Según el censo de 2000, había 368 habitantes, 112 casas y 93 familias residían en la localidad. La densidad de población era 229,2 habitantes/km². Había 120 unidades de alojamiento con una densidad media de 74,7 unidades/km².
La máscara racial de la localidad era 96,74% blanco, 0,27% afro-americano, 0,54% indio americano, 0,54% de las islas del Pacífico, 1,90% de dos o más razas. Los hispanos o latinos de cualquier raza eran el 4,35% de la población.
Había 112 casas, de las cuales el 42,9% tenía niños menores de 18 años, el 75,0% eran matrimonios, el 5,4% tenía un cabeza de familia femenino sin marido, y el 16,1% no eran familia. El 16,1% de todas las casas tenían un único residente y el 10,7% tenía sólo residentes mayores de 65 años. El promedio de habitantes por hogar era de 3,11 y el tamaño medio de familia era de 3,43.
El 30,4% de los residentes era menor de 18 años, el 11,1% tenía edades entre los 18 y 24 años, el 20,4% entre los 25 y 44, el 20,9% entre los 45 y 64, y el 17,1% tenía 65 años o más. La media de edad era 35 años. Por cada 100 mujeres había 96,8 hombres. Por cada 100 mujeres de 18 años o más, había 92,5 hombres.
El ingreso medio por casa en la localidad era de 33.750$, y el ingreso medio para una familia era de 41.250$. Los hombres tenían un ingreso medio de 45.000$ contra 18.333$ de las mujeres. Los ingresos per cápita para la ciudad eran de 12.861$. Aproximadamente el 9,1% de las familias y el 11,2% de la población estaban por debajo del nivel de pobreza, incluyendo el 19,6% de menores de 18 años y el 1,9% de mayores de 65.
- Datos: Q482431
- Multimedia: Elmo, Utah / Q482431